# Античне судноплавство (монета)
«Анти́чне суднопла́вство» — пам'ятна монета номіналом 5 гривень, випущена Національним банком України, присвячена історії судноплавства і суднобудівництва на теренах нашої держави. Суднобудування, яке було однією з основних галузей виробництва античних міст Північного Причорномор'я, сприяло технічному прогресу тогочасного суспільства, розвитку математичних знань, будівельної технології, природничих наук тощо. Південний Крим був майже дві тисячі років вузловим пунктом морської торгівлі та районом інтенсивної навігації.
Монету введено в обіг 30 серпня 2012 року. Вона належить до серії «Морська історія України».

## Опис монети та характеристики
| Номінал грн. | Метал      | Маса, г | Діаметр, мм | Якість виготовлення       | Гурт     | Тираж, штук |
| ------------ | ---------- | ------- | ----------- | ------------------------- | -------- | ----------- |
| 5            | нейзильбер | 16,54   | 35,0        | спеціальний анциркулейтед | рифлений | 30 000      |

### Аверс
На аверсі монети розміщено: угорі малий Державний Герб України, стилізований напис півколом «НАЦІОНАЛЬНИЙ БАНК УКРАЇНИ», під яким рік карбування монети — «2012», на тлі стилізованої карти зображено ліворуч троянду вітрів як символ морських мандрів та праворуч античну монету Боспорського царства, у нижній частині — меандрова стрічка, номінал — «5/ГРИВЕНЬ» та логотип Монетного двору Національного банку України.

### Реверс
На реверсі монети розміщено: ліворуч стилізоване зображення прори — носа античного корабля, яке часто зустрічається на грецьких та римських монетах як символ мореплавства, угорі праворуч — судно під вітрилами і на тлі широкої меандрової стрічки стилізований напис — «АНТИЧНЕ/СУДНОПЛАВСТВО».

## Автори

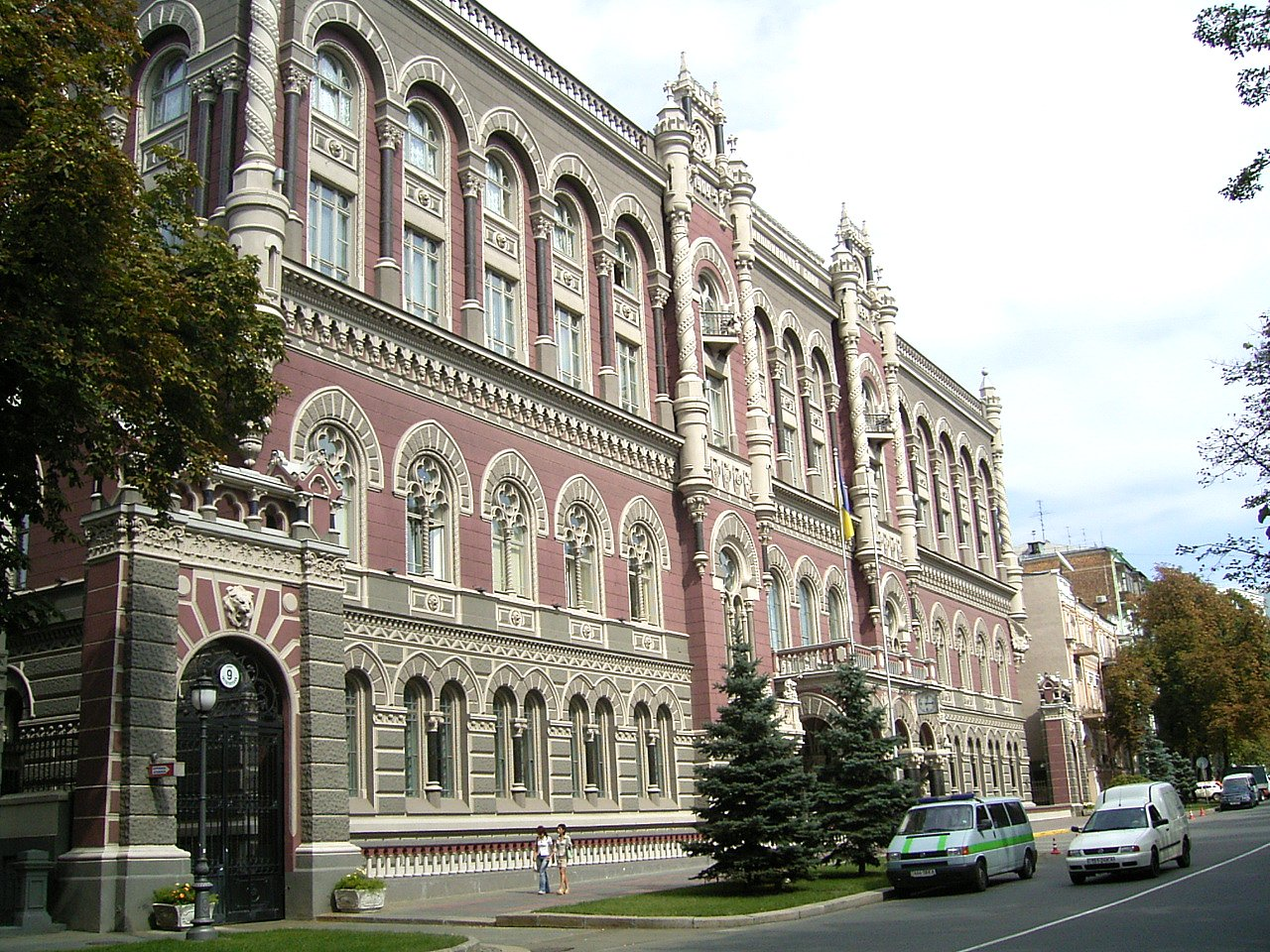
Будівля Національного банку України

- Художники: Таран Володимир, Харук Олександр, Харук Сергій.
- Скульптори: Атаманчук Володимир, Іваненко Святослав.

## Вартість монети
Ціну монети — 20 гривень, встановив Національний банк України у період реалізації монети через його філії у 2012 році.
Фактична приблизна вартість монети з роками змінювалася так:
| Рік        | 2013 | 2014 | 2015 | 2016 | 2017 | 2018 | 2019 | 2020 | 2021 | 2022 | 2023 | 2024 | 2025 |
| ---------- | ---- | ---- | ---- | ---- | ---- | ---- | ---- | ---- | ---- | ---- | ---- | ---- | ---- |
| Ціна, грн. | 30   | 30   | 50   | 75   | 120  | 125  | 130  | 135  | 150  | 160  | 270  | 450  | 460  |